# Leucauge branicki
Leucauge branicki är en spindelart som först beskrevs av Władysław Taczanowski 1874.  Leucauge branicki ingår i släktet Leucauge och familjen käkspindlar.
Artens utbredningsområde är Guyana. Inga underarter finns listade i Catalogue of Life.